# La curiosidad
«La curiosidad» es una canción del cantante y compositor colombiano Maluma. La canción se lanzó en el mixtape PB.DB The Mixtape. Se estrenó como el segundo sencillo el 27 de enero de 2014 por Sony Music Colombia. La canción alcanzó el número 48 en la lista de Billboard Hot Latin Songs, y la posición 37 en Latin Pop Songs.

## Antecedentes y lanzamiento
Se estrenó como el segundo sencillo del el mixtape PB.DB The Mixtape el 27 de enero de 2014. Una versión Remix en colaboración con Ñejo & Nicky Jam, se estrenó el 10 de junio de 2014.

## Vídeo musical
El video musical de «La curiosidad» se estrenó el 5 de mayo de 2014 en la cuenta Vevo de Maluma en YouTube. Fue filmado en Miami, Florida, bajo la dirección de Luieville & Company. El video musical ha superado hasta ahora más de 230 millones de visitas en YouTube.

## Posicionamiento en listas
| Listas (2014)                    | Mejor posición |
| -------------------------------- | -------------- |
| Estados Unidos (Hot Latin Songs) | 48             |
| Estados Unidos (Latin Pop Songs) | 37             |